# Pachymetria
Pachymetria (CCT) – z greki παχύς pachýs `gruby' metoda diagnostyczna służąca do oceny grubości rogówki.
Obecnie jest obowiązkowym badaniem u chorych na jaskrę i nadciśnienie oczne, dowiedziono bowiem, że zmiany rogówki są czynnikiem rozwoju jaskry a cienka rogówka jest dodatkowo czynnikiem ryzyka rozwoju neuropatii jaskrowej. Badania pachymetrii są także niezbędne przed zabiegami chirurgicznymi na rogówce, jak chociażby LASIK.
Badanie przeprowadzane jest za pomocą specjalnego urządzenia, tak zwanego pachymetru. Dostępne obecnie pachymetry umożliwiają pomiar grubości rogówki metodą dotykową z wykorzystaniem metody ultrasonografii lub metodami bezdotykowymi, gdy nie jest wymagany kontakt urządzenia z okiem. Stosuje się pachymetry cechujące się różnymi metodami bezdotykowego pomiaru, takie jak APC (Automatic Puff Control) – system kontroli ciśnienia wyzwalanego powietrza, czy w oparciu o technologię OLCR (Optical Low Coherence Reflectometry).
Wartości pomiarów osiągane metodami dotykowymi i bezdotykowymi dają porównywalne wyniki.
Pachymetrię umożliwiają też mikroskopy konfokalne stosowane w przypadkach skaningowej konfokalnej mikroskopii rogówki (CONFOSCAN).